# إدواردو راتينهو
ادواردو (بالبرتغالية: Eduardo Correia Piller Filho) (17 سبتمبر 1987 بساو باولو في البرازيل - ) هو لاعب كرة قدم برازيلي في مركز الدفاع. شارك مع منتخب البرازيل تحت 20 سنة لكرة القدم. أما مع النوادي، فقد لعب مع سانتو أندريه ونادي تولوز ونادي سبورت ريسيفه ونادي سيسكا موسكو ونادي فلومينينسي ونادي كورينثيانز ونادي بوتافوغو اس بي وغراميو اساسكو اوداكس اسبورت كلوب وBonsucesso Futebol Clube ‏.

## وصلات خارجية
- ادواردو على موقع قاعدة بيانات كرة القدم.إي يو (الإنجليزية)
- ادواردو على موقع Soccerway.com (الإنجليزية)